# Ophiura gagara
Ophiura gagara är en ormstjärneart som beskrevs av Alexander Michailovitsch Djakonov 1949. Ophiura gagara ingår i släktet Ophiura och familjen fransormstjärnor. Inga underarter finns listade i Catalogue of Life.